# Ruta 66 (Estados Unidos)
La Ruta 66, U.S. 66, también conocida como The Main Street of America ('La Calle Principal de Estados Unidos'), The Mother Road ('La Carretera Madre') y la Will Rogers Highway ('Carretera de Will Rogers'), forma parte de la Red de Carreteras Federales de Estados Unidos. Una de las rutas federales originales, la U.S. 66, se estableció el 11 de noviembre de 1926, aunque no se señalizó hasta el año siguiente. Originalmente discurría desde Chicago (Illinois), atravesaba Misuri, Kansas, Oklahoma, Texas, Nuevo México, Arizona y California, hasta finalizar en Los Ángeles, con un recorrido total de 2448 millas (3940 km).
La Ruta 66 fue objeto de muchas mejoras y cambios de trazado, muchos de los cuales afectaron considerablemente la longitud de la carretera. Uno de ellos fue el traslado del final de Los Ángeles a Santa Mónica. Contrariamente a la creencia generalizada, la Ruta 66 nunca llegó al océano; acababa en lo que era el inicio de la U.S. 101, lo que es hoy la intersección de Olympic Boulevard con Lincoln Boulevard. Nunca estuvo en la intersección de Ocean Boulevard con Santa Mónica Boulevard, a pesar de que haya una placa dedicatoria de la Ruta 66 como la Will Rogers Highway allí.
La Ruta 66 fue el principal itinerario de los emigrantes que iban al oeste, especialmente durante las tormentas de polvo de los años 30, y sostuvo la economía de las zonas que la carretera atravesaba. La gente que prosperó durante la creciente popularidad de la carretera, fue la misma que años más tarde luchó por mantenerla viva cuando empezó a construirse la nueva Red de Autopistas Interestatales de Estados Unidos.
La U.S. 66 (Ruta 66) fue descatalogada (es decir, oficialmente retirada de la Red de Carreteras de Estados Unidos) el 27 de junio de 1985 después de decidirse que la carretera ya no era relevante y haber sido reemplazada por la Red de Autopistas Interestatales de Estados Unidos. Partes de la carretera que discurren a través de Illinois, Nuevo México y Arizona han sido señalizadas con letreros de «Historic Route 66» (Ruta Histórica 66) y ha vuelto a aparecer en los mapas de carreteras de esta forma.

## Rutas alternativas

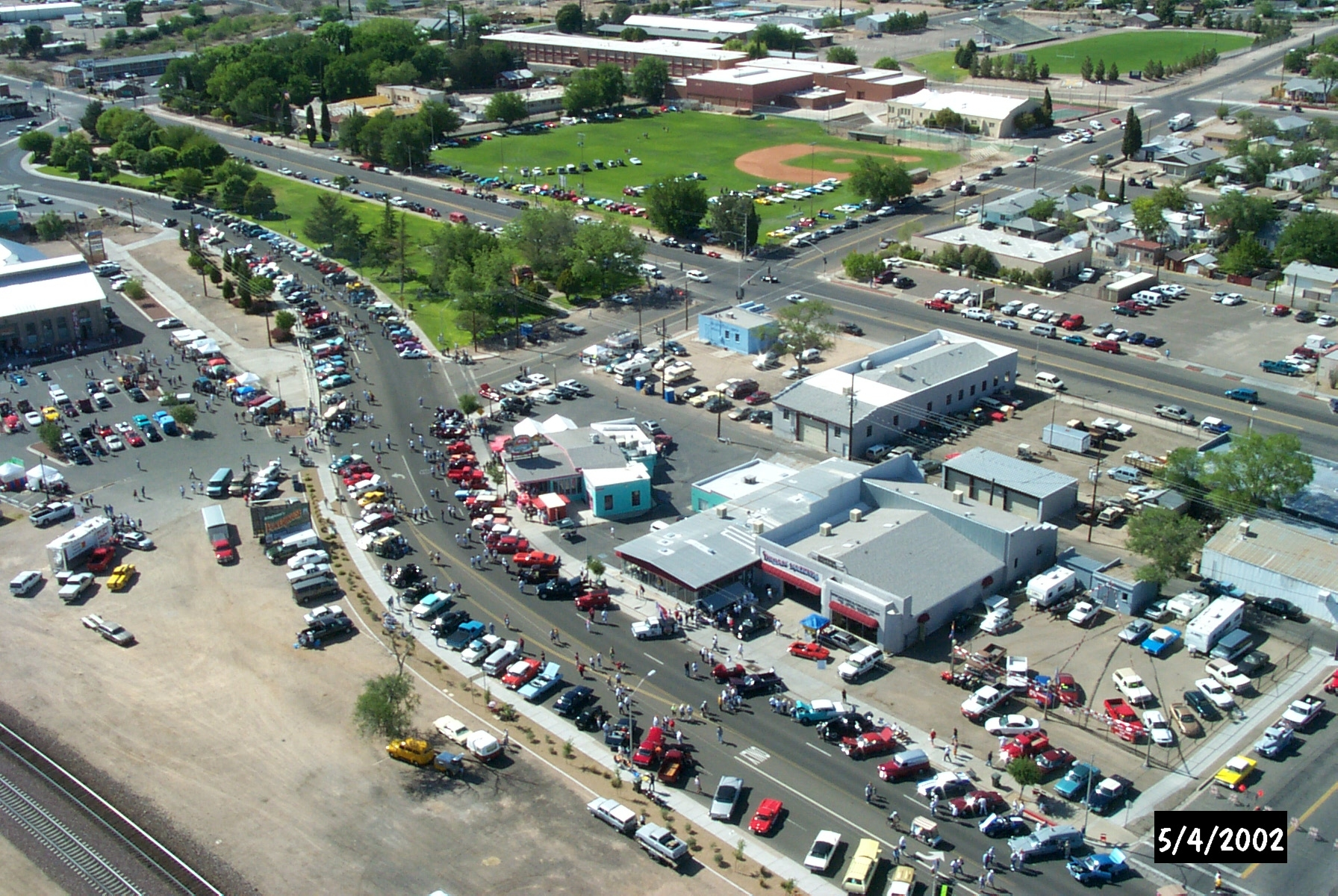
La Annual Route 66 Fun Run en Seligman, Arizona.

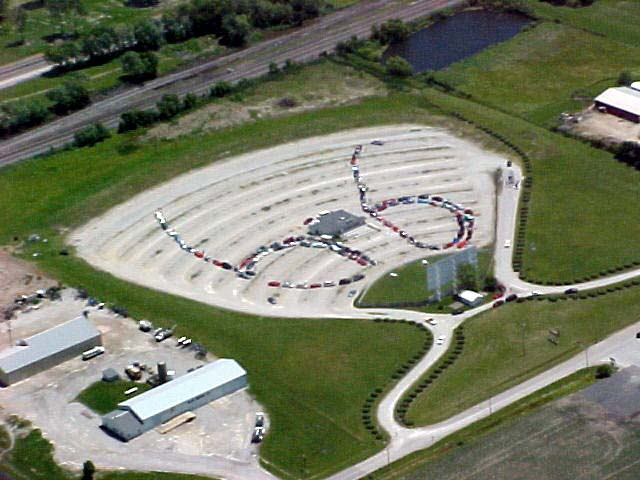
Coches en formación "66" en Litchfield, Illinois. (©2003 Ciudad de Litchfield, cortesía de byways.org)

## Historia de la carretera

### Nacimiento y auge de la Ruta 66

Ruta Histórica 66.

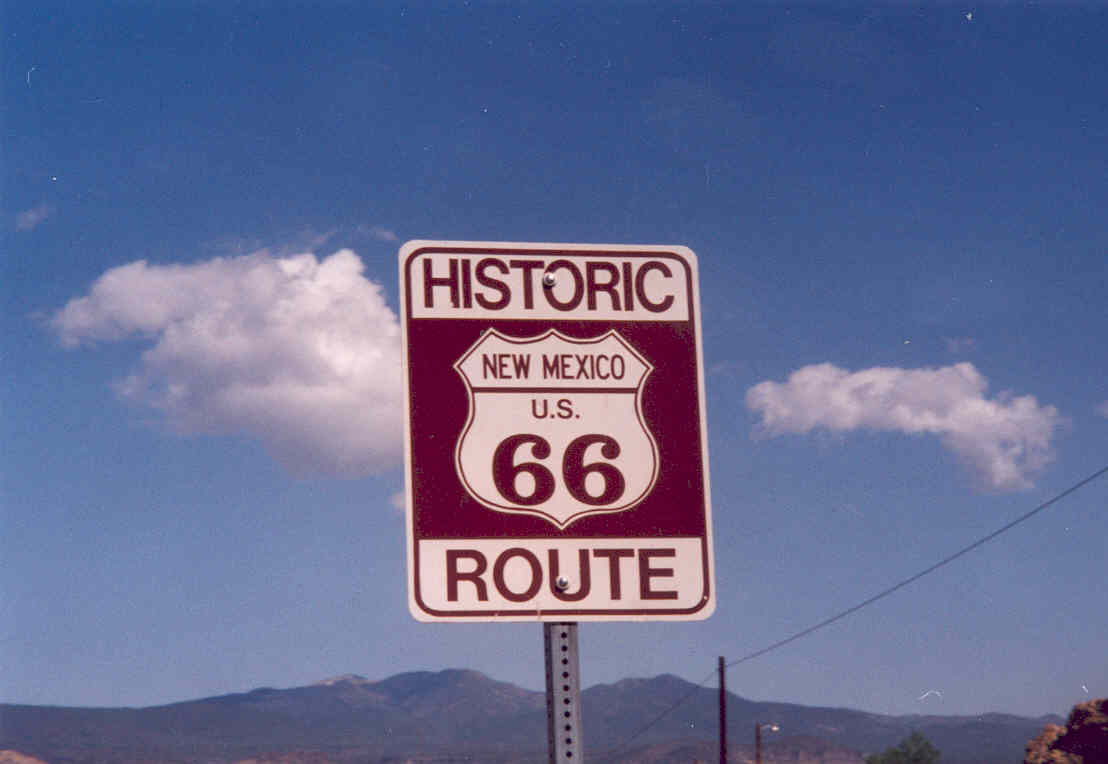
Señal moderna en Nuevo México, a lo largo de un tramo de la "Historic Route 66".

Escudo moderno que podría haber usado en California si no hubiese sido descatalogada.

Promovida en 1923 por Cyrus Avery, natural de Oklahoma, cuando empezaban las primeras conversaciones sobre una red nacional de carreteras, la U.S. 66 fue señalizada en 1927 y fue una de las primeras integrantes de la Red de Carreteras Federales de Estados Unidos, sin embargo, no estuvo completamente pavimentada hasta 1938. Avery fue firme en que dicha carretera debería tener un número redondo que la identificara y para ello propuso el 60. La discusión estalló sobre dicho número 60, principalmente por los delegados de Kentucky que entre Chicago y Springfield. Razones a favor y en contra continuaron hasta que se decidió que la U.S. 60 sería la carretera entre Virginia Beach, Virginia y Springfield, Misuri y la U.S. 62 la que discurriría entre Chicago y Los Ángeles. Avery prefirió el número "66" (que no estaba asignado) porque pensaba que dos números iguales serían fáciles de recordar tanto al decirlo como al oírlo.
| Estado        | Millas | Kilómetros |
| ------------- | ------ | ---------- |
| Illinois      | 301    | 484        |
| Misuri        | 317    | 510        |
| Kansas        | 13     | 21         |
| Oklahoma      | 432    | 695        |
| Texas         | 186    | 299        |
| Nuevo México  | 487    | 784        |
| Arizona       | 401    | 645        |
| California    | 314    | 505        |
| Total en 1926 | 2.448  | 3.939      |

Después de que la nueva red de carreteras federales fuera oficialmente creada, Avery abogó por la creación de la Asociación de la U.S. 66 (U.S. Highway 66 Association) para que se completara la pavimentación de la carretera en su totalidad, así como promover el uso de la misma. En 1927, en Tulsa, Oklahoma, dicha Asociación fue oficialmente fundada siendo John T. Woodruff, de Springfield, Misuri, elegido como primer presidente. En 1928, la Asociación hizo su primer intento de publicidad: la "Bundle Derby", una marcha entre Los Ángeles y Nueva York cuyo recorrido hasta Chicago transcurriría por la Ruta 66. La publicidad funcionó: varias personas relevantes, incluyendo a Will Rogers, dieron la bienvenida a los corredores en determinados puntos de la ruta. La Asociación se convirtió así en portavoz de los negocios establecidos a lo largo la carretera, hasta su disolución en 1976.

Señal de la Ruta 66 hasta los años 40.

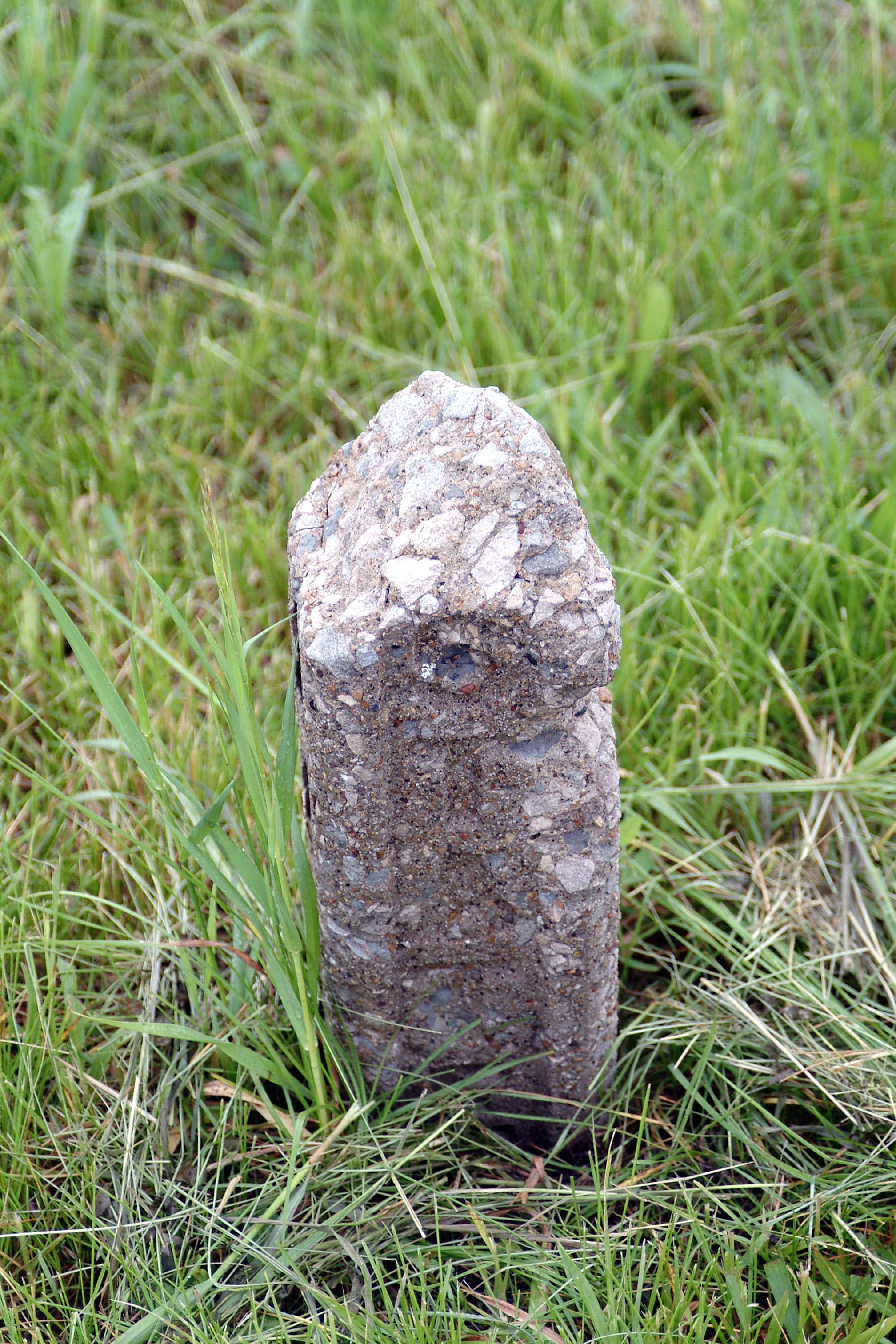
Restos de un original mojón "STATE" que sirvió para marcar los primeros días de la construcción de la carretera. Este fue parte de la construcción en 1927 de la Ruta 66.

El tráfico creció en la carretera debido al amplio territorio que abarcaba. Gran parte del trazado de la carretera era esencialmente llano lo que hizo que fuera una popular ruta de camiones. La Dust Bowl, en los años treinta, sirvió de camino a muchas familias granjeras (principalmente de Oklahoma, Kansas y Texas) para trabajar en la agricultura en California. La Ruta 66 se convirtió en la principal ruta de viaje para esa gente, a menudo llamada despectivamente "Okies", durante la Gran Depresión alivió a las poblaciones localizadas a lo largo de la carretera. La Ruta 66 pasaba a través de numerosas ciudades pequeñas, y con el crecimiento del tráfico en la misma, ayudó a posibilitar el auge de negocios (principalmente estaciones de servicio, restaurantes, talleres de reparación, etc.).
Gran parte de la carretera en sus inicios, como muchas otras en aquellos tiempos, era de grava y tierra. Debido a los esfuerzos de la "U.S. Highway 66 Association", la Ruta 66 se convirtió en la primera carretera completamente pavimentada en 1938. Varios tramos eran peligrosos, más de una parte de la carretera fue apodada como "Bloody 66" (Sangrienta 66) y gradualmente se trabajó para rectificar esos tramos eliminando curvas peligrosas. Sin embargo uno, a través de las Black Mountains de Arizona, estaba lleno de curvas en horquilla pronunciada y cuestas empinadas a lo largo de todo el trazado, tanto que algunos de los primeros viajeros, tan asustados ante la perspectiva de conducir en tan peligrosa carretera, pagaban a gente de la zona para que hiciera de copiloto llegado a este punto. El tramo en cuestión permaneció hasta 1953. A pesar de esto, la Ruta 66 continuó siendo una carretera popular.
Entre los edificios notables se incluye el U-Drop Inn de estilo art déco, construido en 1936 en Shamrock, en el condado de Wheeler, al este de Amarillo (Texas), incluido en el Registro Nacional de Lugares Históricos.  Una gasolinera Magnolia restaurada también se encuentra en Shamrock, así como en Vega, en el condado de Oldham, al oeste de Amarillo.
Durante la Segunda Guerra Mundial hubo más emigración hacia el oeste debido a las industrias bélicas en California. La Ruta 66, ya popular y totalmente pavimentada, se convirtió en uno de los principales itinerarios y también sirvió para transportar el material militar. Fort Leonard Wood en Misuri se estableció cerca de la carretera, donde inmediatamente se crearon dos carriles separados para mejorar el tráfico militar.

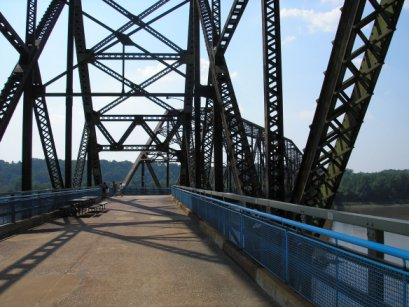
El puente Chain of Rocks fue erigido para soportar el creciente tráfico de la Ruta 66 alrededor de St. Louis.

En los años cincuenta, la Ruta 66 se convirtió en la principal carretera para los veraneantes con destino a Los Ángeles. La carretera atravesaba el desierto de Arizona y cerca del Gran Cañón. El cráter de Arizona fue otra parada popular. Este elevado incremento del turismo hizo prosperar rápidamente todo tipo de atracciones a lo largo de la carretera incluyendo moteles en forma de tipi, puestos de natillas frías, tiendas de curiosidades de los indios nativos y criaderos de reptiles. Las cuevas Meramec cerca de St. Louis empezaron a anunciarse en graneros como "la guarida de Jesse James". El restaurante Big Texan anunciaba un filete de vaca de 72 onzas gratis a aquel que pudiera comérselo entero en una hora. Esto marcó también el nacimiento de la industria de la comida rápida: Red's Giant Hamburgs en Springfield (Misuri), lugar del primer restaurante drive-through y el primer McDonald's en San Bernardino (California). Cambios como estos en el paisaje reafirmaron la reputación de la Ruta 66 como el casi perfecto microcosmos de la cultura de Angloamérica, ahora forjada a través del automóvil.

### Cambios en el trazado
Cuatro grandes secciones de la U.S. 66 sufrieron los mayores cambios de trazado durante los años treinta.

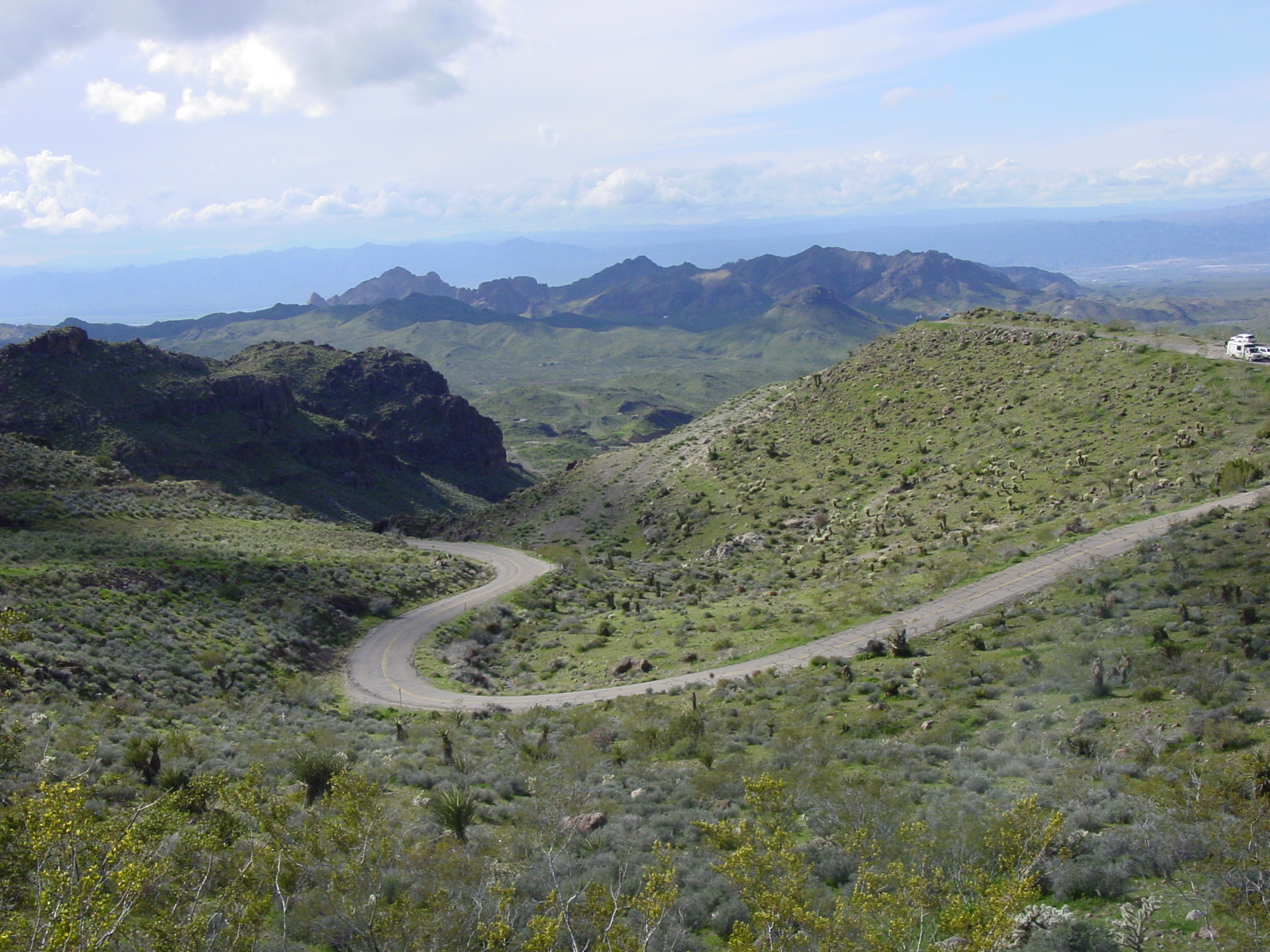
La Ruta 66 entre Oatman y Kingman, en Arizona.

1. En 1930, entre Springfield (Illinois) y East St. Louis (Illinois), la U.S. 66 fue movida más al este en lo que aproximadamente es ahora la interestatal 55 (I-55). La alineación primitiva sigue la actual Ruta 4 de Illinois (IL 4).[18]
2. Desde el centro urbano de St. Louis (Misuri) hasta Gray Summit, la U.S. 66 bajaba originalmente por Market Street y Manchester Road (ahora, en gran parte, Ruta 100). En 1932, esta ruta fue cambiada, el trazado primitivo nunca fue visto como algo más que provisional. La ruta proyectada bajaba Watson Road (ahora Route 366), pero Watson Road no ha sido todavía acabada.
3. Desde el oeste de El Reno hasta Bridgeport (Oklahoma), U.S. 66 giró al norte hacia Calumet, después al oeste hacia Geary y después al suroeste a través del Río Canadiano mediante un puente colgante de peaje en Bridgeport, Oklahoma. En 1933, una ruta más corta y directa se construyó desde el oeste de El Reno, Oklahoma directamente a un punto a una milla al sur de Bridgeport, Oklahoma cruzando por encima de un puente cercha superior metálica de 38 vanos sobre el Canadian River y circunvalando Calumet y Geary en varias millas.
4. Desde el oeste de Santa Rosa (Nuevo México) al norte de Los Lunas, la carretera originalmente giraba al norte de la actual I-40 a lo largo de gran parte de lo que es ahora la U.S. 84 en dirección a cerca de Las Vegas, siguiendo (aproximadamente) la I-25 a través de Santa Fe y Albuquerque y Los Lunas y después girar al noroeste a lo largo del actual trazado de la State Highway 6 hacia un punto cerca de Laguna. En 1937, una ruta recta directa se completó desde el oeste de Santa Rosa a través de Moriarty, este-oeste a través de Alburquerque y oeste hacia Laguna. Esta ruta más moderna ahorró a los viajeros unas cuatro horas de viaje a través de Nuevo México.[19]

También, el trazado de la U.S. 66 fue modificado alrededor de varias grandes ciudades mediante circunvalaciones o cinturones periféricos que permitieron a los viajeros evitar los atascos del tráfico urbano. Algunas de esas ciudades fueron Springfield, Illinois; San Luis, Misuri; Springfield, Misuri; Joplin y Oklahoma City.

### Declive

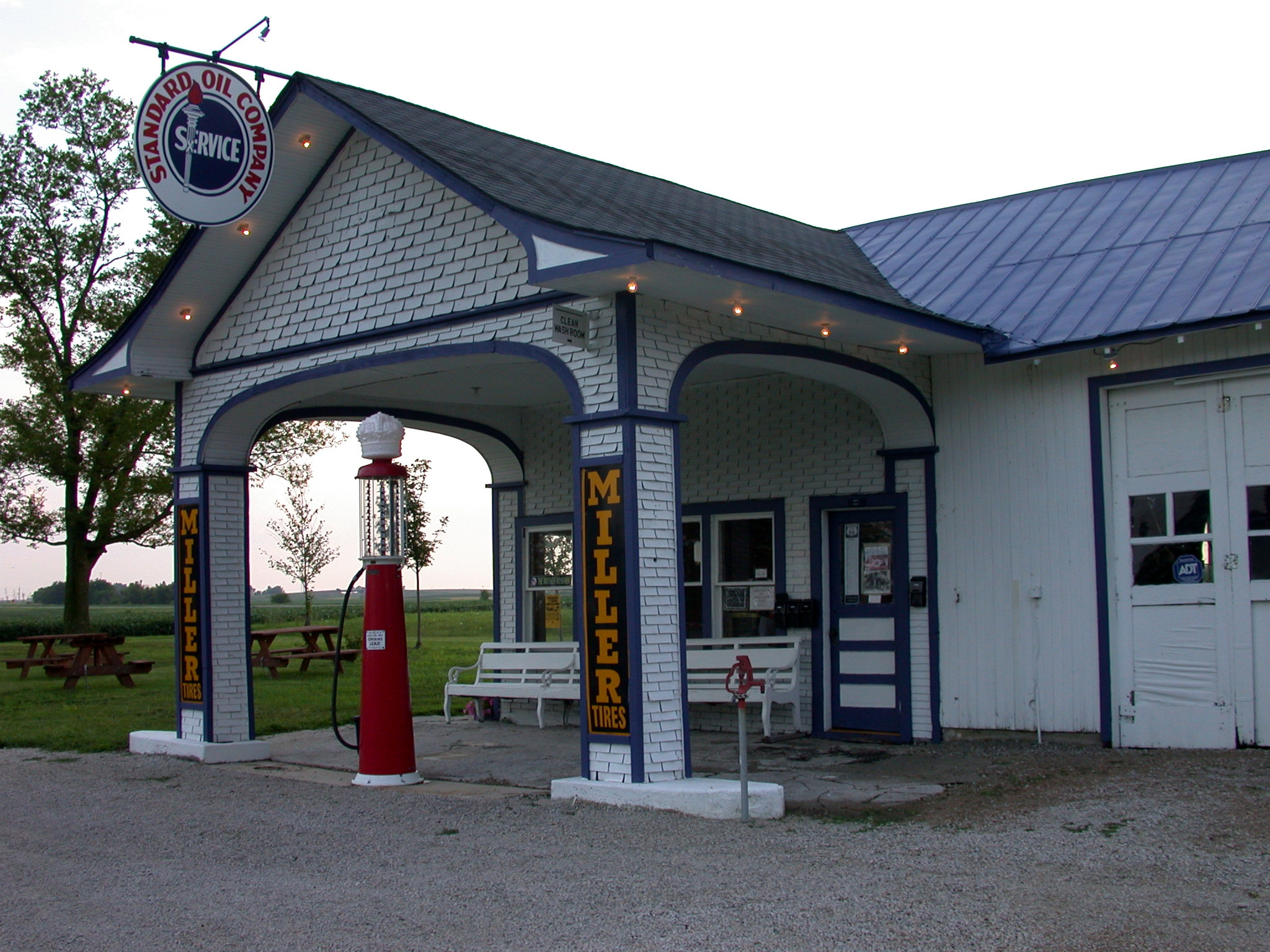
Restaurada gasolinera de la Standard Oil en Odell, Illinois.

El principio del final de la Ruta 66 vino en 1956 con la firma de la Federal-Aid Highway Act of 1956 (Ley de Autopistas Interestatales) por el presidente Dwight Eisenhower. Como general destinado en Europa durante la Segunda Guerra Mundial, observó con admiración la red de autopistas alemanas "Autobahnen". Eisenhower imaginó un sistema de carreteras similares en los Estados Unidos en el cual fuera posible viajar a gran velocidad de un extremo a otro del país sin paradas, así como también movilizar tropas en caso de una emergencia nacional.
Durante sus cerca de sesenta años de existencia, la Ruta 66 estuvo en constante cambio. Como la ingeniería de carreteras fue evolucionando, los ingenieros buscaban rutas más directas entre pueblos y ciudades. El incremento del tráfico dio lugar a un número mayor de pequeñas realineaciones de la Ruta 66 a través de los años, particularmente en los años inmediatamente siguientes a la Segunda Guerra Mundial cuando Illinois empezó a ampliar la U.S. 66 a dos calzadas y cuatro carriles en la práctica totalidad de su recorrido por el estado desde Chicago hasta el río Misisipi, al este de San Luis, Misuri, que incluía las circunvalaciones a todas las localidades por las que discurría. En la primera mitad de los años cincuenta, Misuri también mejoró sus tramos de la U.S. 66 a dos calzadas y cuatro carriles completados con circunvalaciones. Gran parte de los nuevos tramos de dos calzadas en ambos estados fueron convertidos en autopistas de libre tráfico en los años posteriores.
Uno de los restos de la Ruta 66 es la carretera ahora conocida como Veterans Parkway, al este y sur de Normal (Illinois) y Bloomington (Illinois). Las dos curvas al sureste y suroeste de estas ciudades fueron proyectadas para posibilitar velocidades de tráfico superiores a 100 millas por hora, como parte del esfuerzo para convertir la Illinois 66 en el equivalente a una autovía para transportes militares.

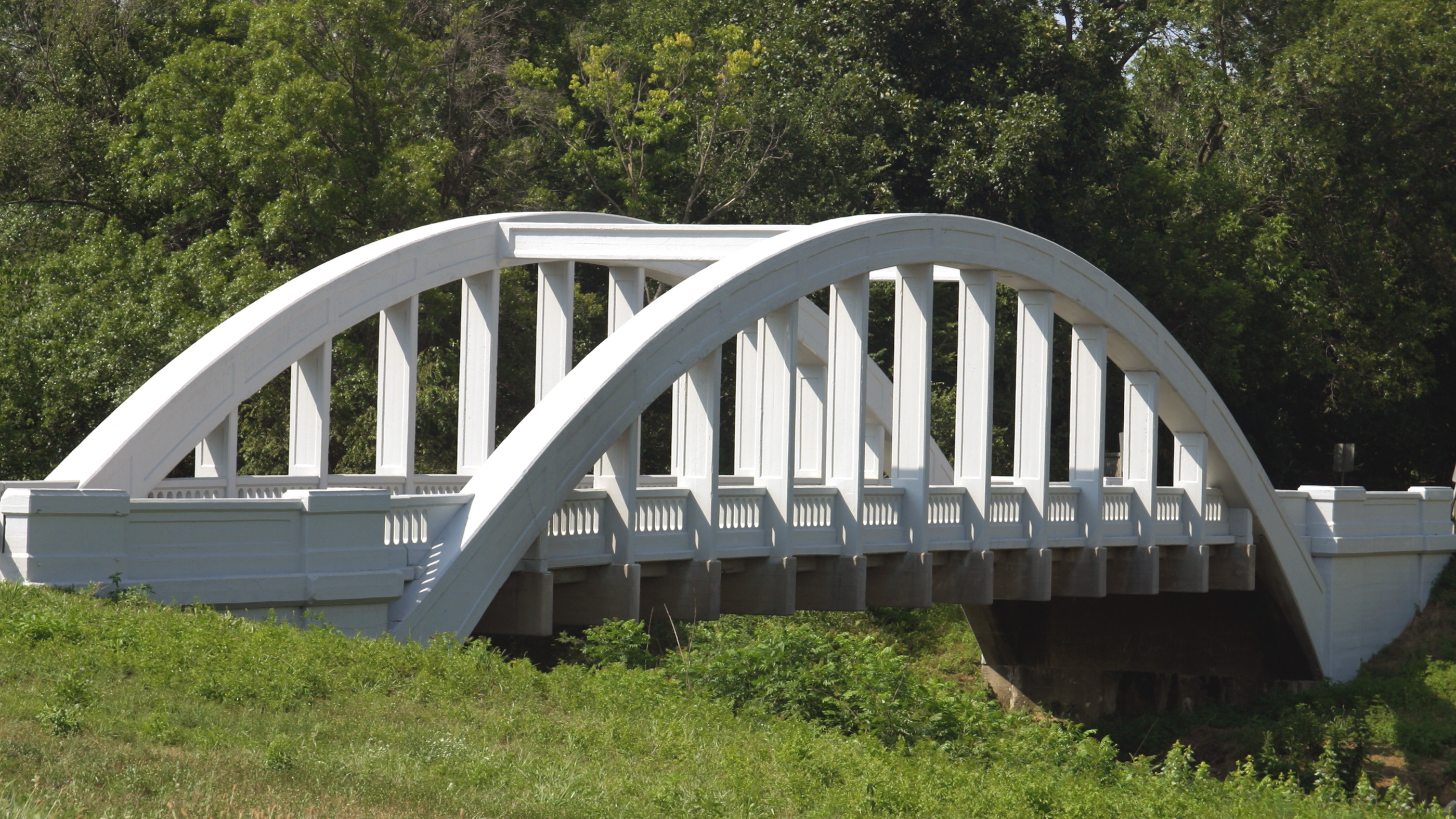
El Brush Creek Bridge es el último de los puentes Marsh en la Ruta 66 en Kansas. Fue construido en 1923.

En 1953, la primera gran variante a la U.S. 66 tuvo lugar en Oklahoma con la apertura de la Turner Turnpike, tramo de autopista de peaje entre Tulsa y Oklahoma City, Oklahoma. La nueva autopista de peaje de 88 millas discurría paralela a la U.S. 66 en toda su longitud y circunvalaba cada una de las localidades de la Ruta 66. La Turner Turnpike enlazó en 1957 con la nueva Will Rogers Turnpike, que conectaba Tulsa con el límite estatal Oklahoma-Misuri al oeste de Joplin, Misuri, también paralela a la U.S. 66 y circunvalando las ciudades al noreste de Oklahoma además de todo el trazado en el estado de Kansas. Ambas autopistas de peaje de Oklahoma fueron pronto denominadas como Interstate 44.
En algunos casos, como en muchas zonas de Illinois, la nueva Autopista Intererstatal no sólo era paralela a la antigua Ruta 66, sino que se construyó encima de su antiguo trazado. La forma de construcción era realizar la nueva calzada al lado de la carretera antigua, desviar el tráfico por ella mientras se construía la otra calzada encima de la carretera antigua que servíría para uno de los sentidos de la nueva autopista interestatal. Otra forma de construir era realizar las dos calzadas paralelas a la carretera antigua y convertir a esta en vía de servicio.
La misma forma de construir se utilizó en el oeste de Oklahoma cuando la Ruta 66 fue mejorada a una autovía de dos calzadas y cuatro carriles como el tramo entre Sayre y el borde estatal de Texas en Texola por Erick en 1957 y 1958 donde la antigua carretera se conservó como calzada para el sentido hacia el oeste y una nueva calzada se construyó para el sentido hacia el este (gran parte de este tramo fue completamente circunvalado por la I-40 en 1975), y en dos de otros tramos - desde Canute a Elk City en 1959 y desde Hydro a Weatherford en 1960 - fueron mejorados con la construcción de una nueva calzada para el sentido oeste en 1966 para dotar a la carretera de todos los parámetros de trazado de las nuevas autopistas interestatales, degradando a la antigua Ruta 66 a vía de servicio. En las primeras fases de construcción de la I-40 a lo largo del oeste de Oklahoma, el estado también incluyó proyectos de mejora de las travesías de El Reno, Weatherford, Clinton, Canute, Elk City, Sayre, Erick y Texola a dos calzadas y cuatro carriles no sólo para que los enlaces con la I-40 se realicen sin discontinuidades desde las ciudades, sino también para proveer un fácil acceso a las mismas en los años posteriores en los que la variante de la I-40 estuviera finalizada.

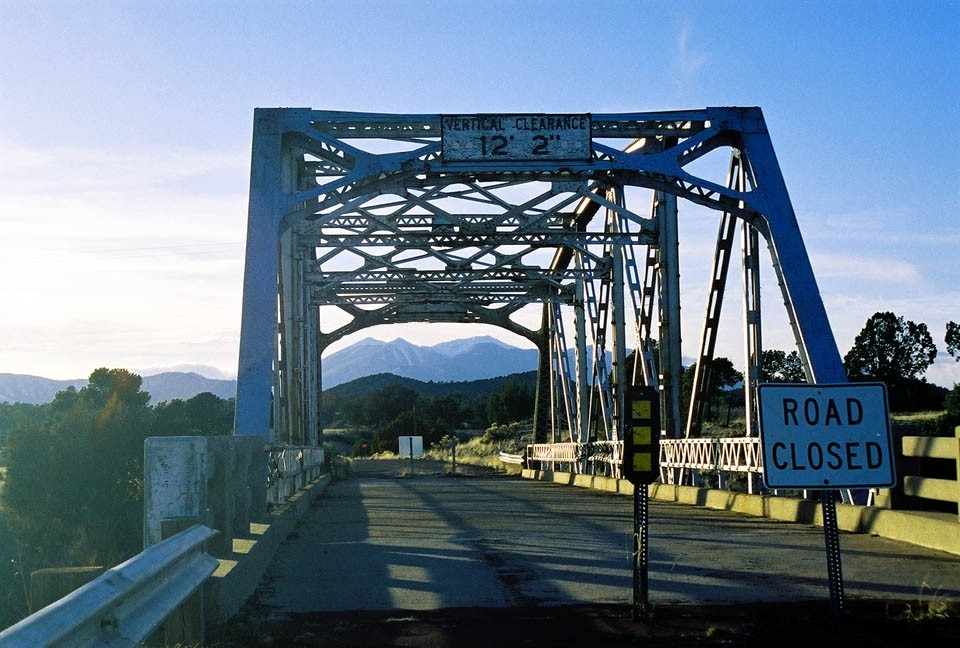
Puente antiguo de la Ruta 66, hoy en desuso, en Winona (Arizona).

En Nuevo México, como en la mayoría de los estados, los tramos interurbanos de la I-40 fueron construidos primeramente. Las circunvalaciones a las localidades vinieron después. Sin embargo, algunos negocios y líderes sociales de las localidades a lo largo de la Ruta 66 se opusieron frontalmente a dichas circunvalaciones por temor a la pérdida de negocio y disminución en la recaudación de impuestos. En 1963, el Legislativo de Nuevo México promulgó una ley que prohibía la construcción de circunvalaciones de las autopistas interestatales si la localidad así lo pedía. Esta legislación, sin embargo, tuvo una corta vida debido a presiones desde Washington y la amenaza de la pérdida de fondos federales para la construcción de carreteras, por lo que fue derogada en 1965. En 1964, Tucumcari y San Jon se convirtieron en las primeras ciudades en Nuevo México en llegar a un acuerdo con las administraciones federal y estatal por el que las circunvalaciones de la I-40 debían pasar lo más cerca posible de sus áreas de negocios para posibilitar un fácil acceso de los usuarios de la autopista a sus localidades. Pronto otras ciudades llegaron a acuerdos similares, por efecto dominó, como Santa Rosa, Moriarty, Grants y Gallup. Sin embargo, no fue hasta bien entrados los años setenta cuando la mayoría de las ciudades fueron circunvaladas por la I-40.
Hacia finales de los sesenta, gran parte de los tramos interurbanos de la U.S. 66 habían sido reemplazados por la I-40 a lo largo de Nuevo México con la notable excepción de un tramo de 40 millas desde el límite estatal de Texas al oeste de Glenrío a través de San Jon a Tucumcari, que cada vez iba convirtiéndose en más peligroso debido al tráfico pesado en esa estrecha carretera de una calzada de dos carriles. Durante 1968 y 1969, este tramo de la U.S. 66 fue conocido de manera habitual por los viajeros y las gentes del lugar como "Slaughter Lane" (Camino asesino) debido a los numerosos heridos y accidentes fatales en este tramo. Los negocios locales y de la zona y los líderes sociales así como los medios de comunicación reclamaron a la administración de las autopistas federales la construcción de la I-40 a través de la zona. Sin embargo, disputas sobre la ruta propuesta para la autopista en las cercanías de San Jon retrasaron los planes de construcción durante varios años debido a que la administración federal proponía que la I-40 discurriera a cinco o seis millas al norte de la ciudad, mientras que las administraciones local y estatal proponían una ruta que pasara por el límite norte de la localidad de San Jon. En noviembre de 1969, se alcanzó una tregua cuando la administración federal de autopistas acordó construir la I-40 por fuera de la localidad, permitiendo a los negocios locales dependientes de la carretera un fácil acceso a y desde una vía rápida norte-sur que cruzaba la vieja U.S. 66 en San Jon. La I-40 se completó desde Glenrio al lado este de San Jon en 1976 y se amplió al oeste a Tucumcari en 1981, incluyendo las circunvalaciones a ambas ciudades.
Originalmente, la Administración de Carreteras proyectó que el último tramo de la U.S. 66 tuviera una variante completa mediante autopistas interestatales en Texas, pero muchas localidades pleitearon para paralizar la construcción de las nuevas autopistas interestatales. La "US Highway 66 Association" se convirtió en la portavoz de la gente que temía la ruina de sus negocios. Desde las interestatales sólo se podía acceder desde los enlaces, por lo que los viajeros de las mismas no podían llegar directamente a sus negocios. Al principio los proyectos preveían disponer la señalización de la U.S. 66 (principalmente en los enlaces nacionales) en las autopistas interestatales. Algunas ciudades en Misuri amenazaron con demandar al Estado si la señalización de la U.S. 66 era eliminada de la carretera, pero esos pleitos nunca se materializaron.

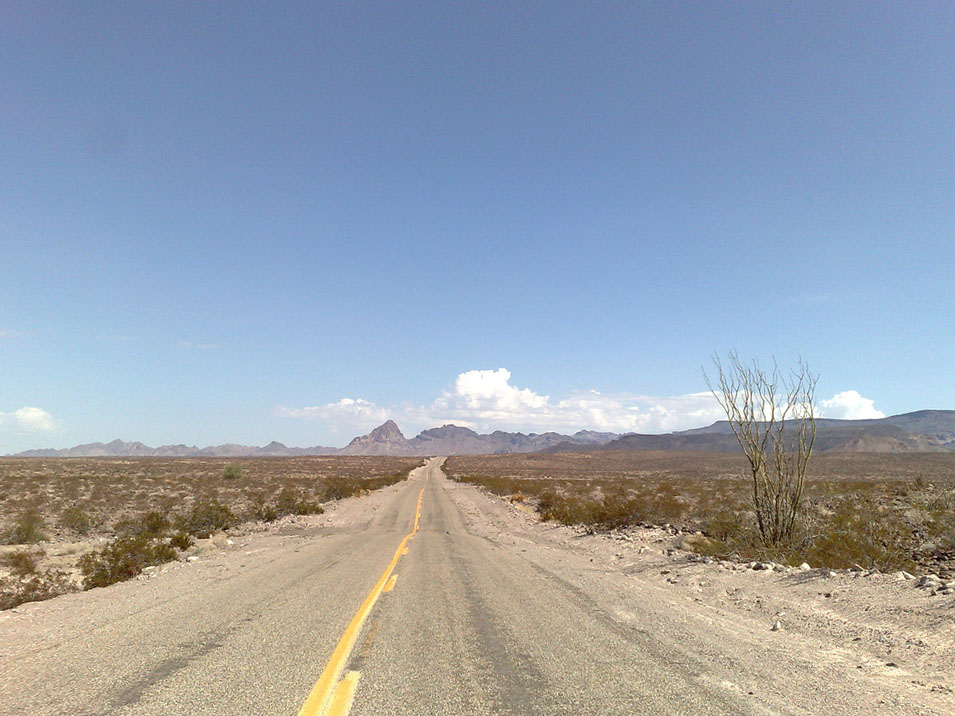
Ruta 66, camino a Oatman (Arizona) en 2007

Varios negocios eran bien conocidos por estar en la U.S. 66, y el miedo a perderlos hizo que la Administración Estatal de Misuri pidiera oficialmente la designación de autopista interestatal "Interstate 66" para el tramo entre St. Louis y Oklahoma City de la ruta antigua, pero fue denegada. En 1984, Arizona también vio su trozo de carretera descatalogada con la finalización de la Interstate 40 en Williams (Arizona). Finalmente, con la desclasificación como ruta principal por la American Association of State Highway and Transportation Officials el año siguiente, la U.S. 66 dejó de existir oficialmente.
Con la descatalogación de la U.S. 66, no hay una única autopista interestatal que la sustituya. Interstate 55 cubre el tramo de Chicago a St. Louis; Interstate 44 soporta el tráfico de Oklahoma City; Interstate 40 corresponde con un largo trecho, reemplazando a la Ruta 66 a Barstow (California); Interstate 15 la lleva a San Bernardino; y la Interstate 10 lleva el tráfico de la Ruta 66 a través del área metropolitana de Los Ángeles a Santa Mónica.

### Después de la descatalogación

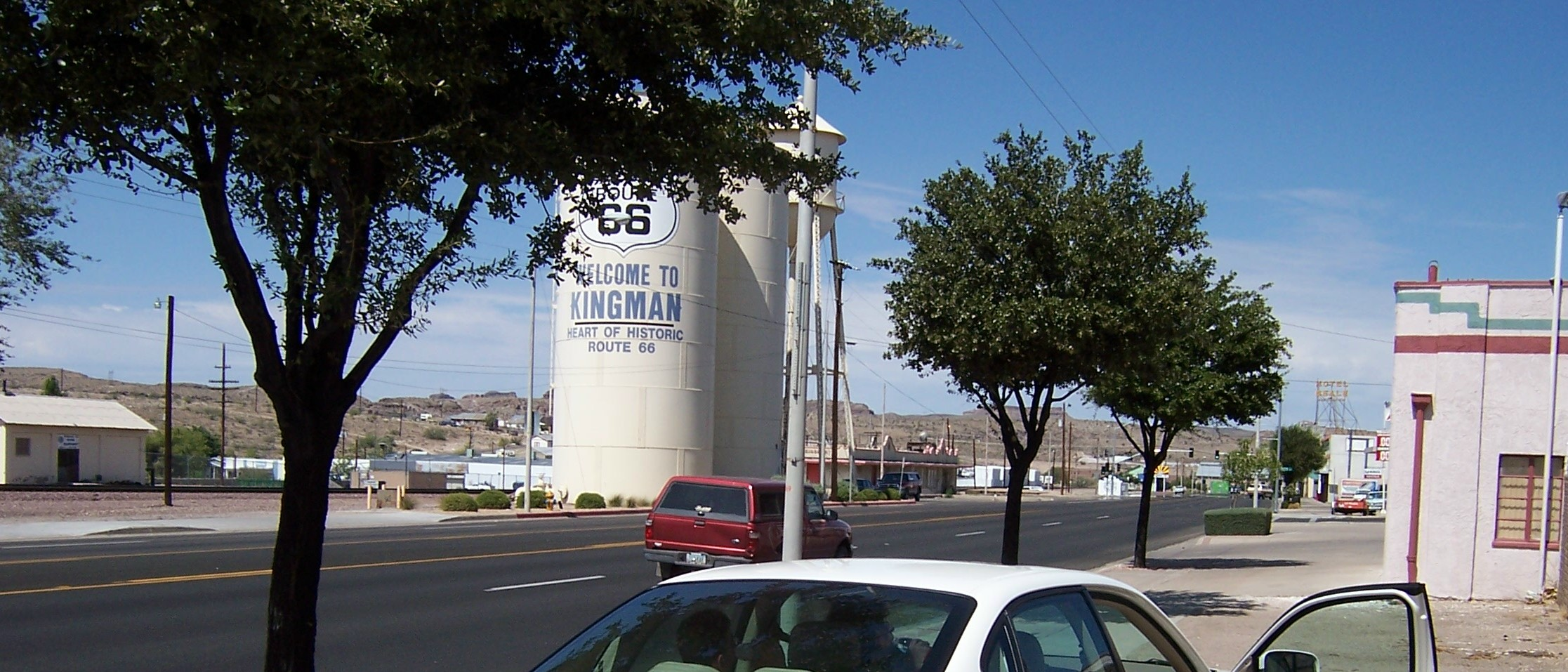
Ciudades como Kingman (Arizona) promocionan su relación con la Ruta 66.

Cuando la carretera fue descatalogada, tramos de la misma fueron utilizados de diversas maneras. Dentro de muchas ciudades, la ruta se convirtió en una "business loop" (trazado urbano alternativo con negocios asentados) de la autopista interestatal. Algunos tramos se convirtieron en carreteras estatales, carreteras locales, caminos privados o fueron abandonados. Sin embargo, ya no es posible actualmente recorrer la Ruta 66 de manera ininterrumpida en todo su trazado de Chicago a Los Ángeles, solo el ochenta por ciento de la ruta original y alineaciones posteriores puede recorrerse aún con un estudio cuidadoso del itinerario a seguir. Algunos tramos todavía están bien conservados, incluido uno entre Springfield, Misuri y Tulsa.
Entre la gran cantidad de segmentos ininterrumpidos de la ruta histórica con varias docenas de kilómetros de largo, destacan seis tramos que superan distancias de 200 kilómetros (distancias aproximadas):
1. Illinois: South Joliet Road – Bloomington – Williamsville: 253 km
2. Misuri, Kansas & Oklahoma: Clementine MI – Tulsa OK - Oklahoma City: 565 km
3. Oklahoma & Texas: Oklahoma City – Alanreed TX: 241 km
4. Nuevo México: Albuquerque – Los Lunas – Continental Divide: 219 km
5. Arizona: Seligman – Peach Springs – Oatman –Topock: 228 km
6. California: Goffs Road – Amboy - Victorville: 307 km

Algunos estados han mantenido la designación 66 de partes de la Ruta, aunque como carreteras estatales. En Misuri, las rutas Route 366 (Misuri), Route 266 (Misuri) y Route 66 (Misuri) son todas tramos originales de la Ruta 66. La State Highway 66 (Oklahoma) en Oklahoma se mantiene como la ruta alternativa abierta cerca de las autopistas de peaje. Un largo tramo en Arizona señalizado como State Route 66 (Arizona) conecta Seligman (Arizona) con Kingman (Arizona). Un tramo de calles entre San Bernardino (California) y La Verne (California) (conocido como Foothill Boulevard (Los Angeles)) al este de Los Ángeles mantiene su nomenclatura como State Route 66 (California). Varias carreteras locales y calles de ciudades también han conservado el nombre de "66".

### Resurgimiento

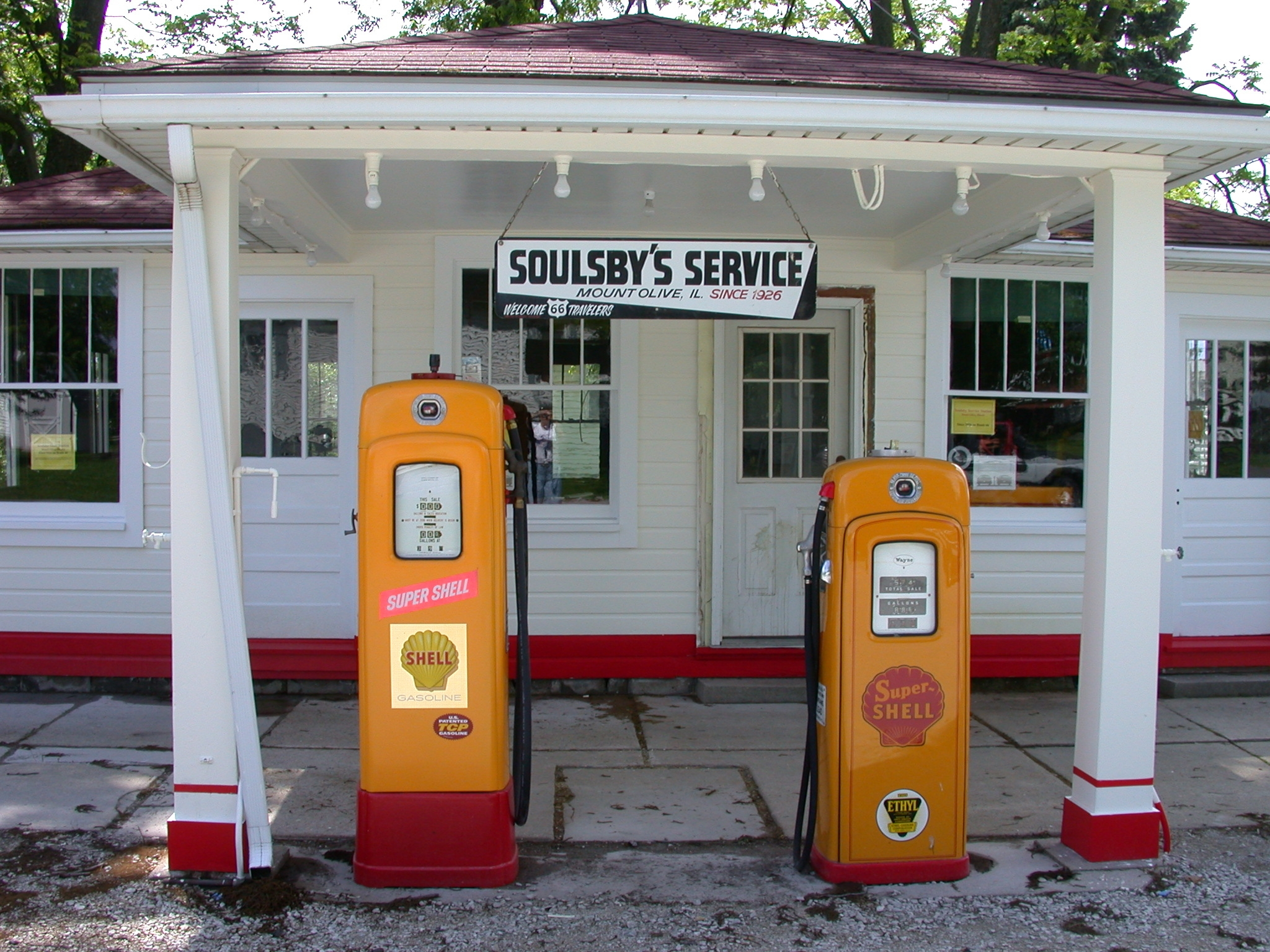
Estación de servicio restaurada en Mt. Olive, IL (en inglés). (Foto: Patty Kuhn; ©2003 Illinois Route 66 Heritage Project, cortesía de byways.org).

En 1990, se fundaron de manera independiente las Asociaciones de la Route 66 en Arizona y Misuri. Otros grupos de otros estados de la Ruta 66 les siguieron. El mismo año, el Estado de Misuri declaró a la Ruta 66 "State Historic Route" (Ruta Estatal Histórica). El primer hito de "Historic Route 66" fue erigido en el cruce de Kearney Street con Glenstone Avenue en Springfield, Misuri (ahora recolocado, el hito original ha sido situado en la Ruta 66 State Park cerca de Eureka (Misuri). Otros hitos históricos marcan - a veces de manera esporádica — la totalidad de las 2400 millas (3.860 km) de longitud de la misma. Un tramo de la Ruta en Arizona fue catalogada en el Registro Nacional de Lugares Históricos; el Arroyo Seco Parkway en Los Ángeles y la Ruta 66 en Nuevo México han sido incluidos en los National Scenic Byways y en 2005, el Estado de Misuri incluyó en sus Parajes Estatales el tramo de Illinois a Kansas. En las ciudades de Rancho Cucamonga (California), Rialto (California) y San Bernardino (California) en California, hay señales de la U.S. 66 a lo largo de Foothill Boulevard (Los Angeles) y en la avenida Huntington en la ciudad de Arcadia (California). También en San Bernardino se celebra la Ruta con una festival de automóviles de la era cuando la ruta más era usada, route 66 rendezvous cada septiembre.

## Referencias culturales a la Ruta 66

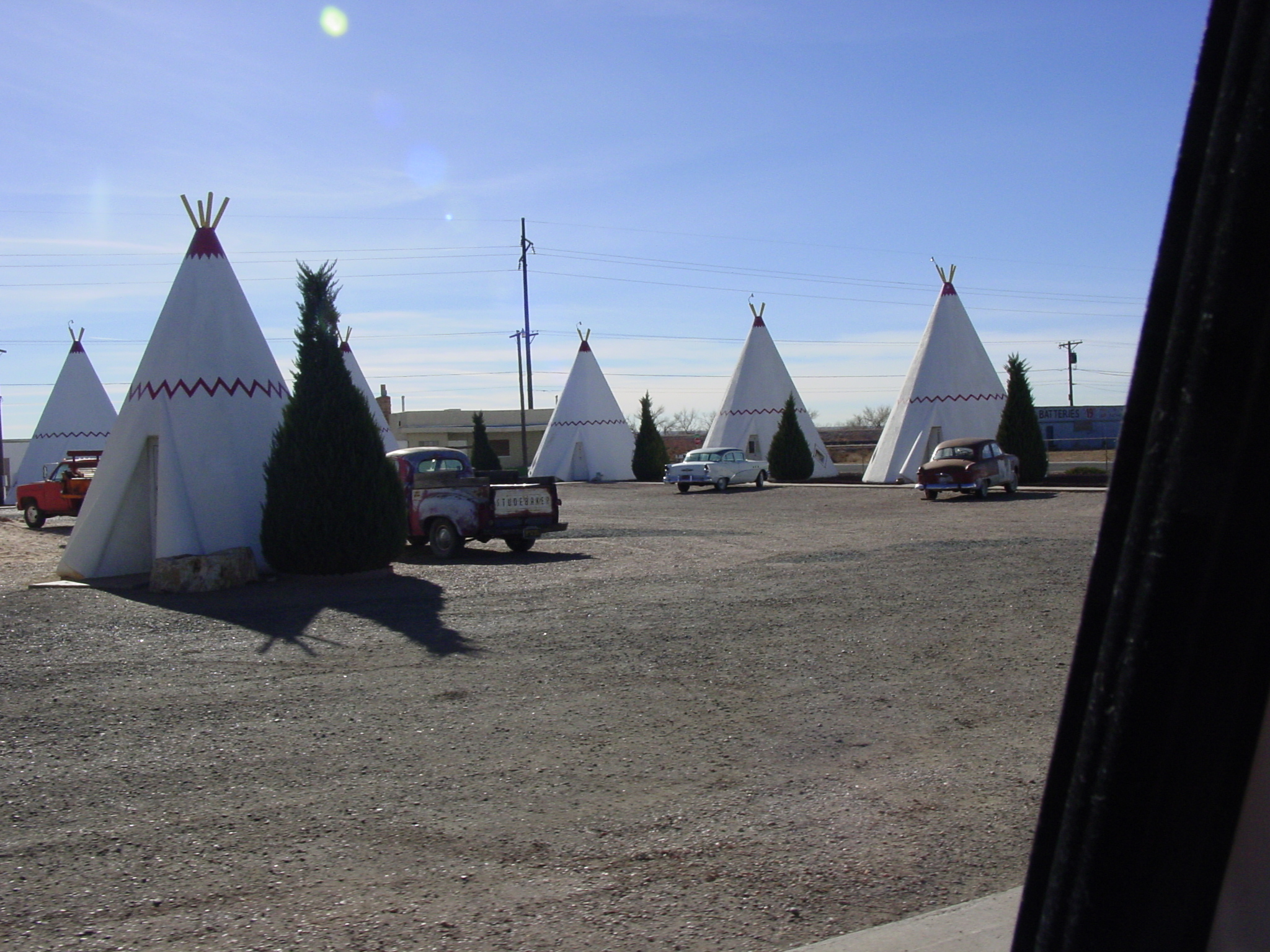
El Wigwam Hotel, en Holbrook, Arizona.